# Cebocefalie
Cebocefalia (în engleză cebocephaly, în franceză cébocéphalie) (din limba greacă kebos, maimuță și kephale, cap) este o malformație congenitală a capului și a feței care dă un aspect comparat cu cel al capului de maimuță  în care nasul este absent sau rudimentar, de multe ori redus la o singură nară, fosele nazale sunt înguste, iar cele două orbite sunt apropiate considerabil (hipotelorism).
Cebocefalia face parte din spectrul malformativ al holoprozencefaliei care mai cuprinde ciclopia, etmocefalia și agenezia incisivilor centrali. Cebocefalia se asociază cu anomalii importante de dezvoltare ale sistemului nervos central de tipul holoprozencefalie alobară sau semilobară și poate fi determinată de cauze genetice (anomalii cromozomale, mutații punctiforme) sau de factori teratogenici.
Termenul cebocefalie a fost propus inițial în 1832 de către Geoffroy Saint-Hilaire.